# صمد بديري
صمد بديري قرية سعودية، تتبع هدى الشام في محافظة الجموم بمنطقة مكة المكرمة. تقع في شمال شرق مكة المكرمة بمسافة تقارب (35) كم.